# Casey Spooner
Pour les articles homonymes, voir Spooner.
Casey Spooner (né le 2 février 1970) est un artiste et un musicien americain. Il est né à Athens (Géorgie) et vit à Williamsburg (Brooklyn). Spooner est ouvertement gay. Durant ses études d'art à l'Art Institute of Chicago il rencontre Warren Fischer. Ensemble, en 1998, ils vont créer le groupe Fischerspooner à New York.
Casey Spooner a proposé des œuvres pour Deitch et a participé à un album de R.E.M.. Lors de la promotion du second album de Fischerspooner's, Spooner et Fisher ont présenté une exposition artistique comprenant toutes les images du making-of de l'album. Cette action leur a donné depuis une image warholienne.
Spooner a également participé à plusieurs spectacles avec le Doorika, le collectif de performance artistique présent à Chicago et New York.
En 2007, Casey rejoint le groupe de performance expérimentale de New York The Wooster Group. Il tient le rôle de Laertes, le frère d'Ophélie, dans leur Hamlet (dont deux chansons sont composées spécialement par Fischerspooner). Dans le même temps, il travaille également au troisième album de Fischerspooner (toujours avec Warren Fischer).
Entertainment est réalisé en Amérique du Nord par le label original du groupe FS Studios le 4 mai 2009, et produit par Jeff Saltzman (The Killers, The Black Keys, The Sounds). La sortie de l'album est suivie d'une tournée américaine et européenne, Entre les mondes (Between Worlds), qui se prolongera tout au long de 2009. À chaque spectacle de Fischerspooner, qui mêle musique et performance, Spooner est le personnage central du spectacle.
En janvier 2010, Spooner donne un avant-goût de son premier album solo prévu pour la fin de l'année. C'est la chanson Faye Dunaway. Ce nouvel album, comme le confirme Spooner sur Twitter, a été enregistré dès la fin de la réalisation d’Entertainment. Cette chanson est disponible au téléchargement sur son site personnel.